# Gran Premio motociclistico di Svezia 1973
Il Gran Premio motociclistico di Svezia fu il decimo appuntamento del motomondiale 1973.
Si svolse il 21 e 22 luglio 1973 sul circuito di Anderstorp, e corsero tutte le classi tranne i sidecar (250 e 500 sabato 21, le restanti classi domenica 22) alla presenza di circa 15.000 spettatori.
In 500 Giacomo Agostini scattò in testa prima di farsi riprendere da Phil Read, che si aggiudicò la gara e il titolo iridato.
Nella gara della 250 Dieter Braun ebbe come unico rivale Roberto Gallina.
In 350 Teuvo Länsivuori batté le due MV Agusta di Agostini e Read, stabilendo anche il nuovo record del circuito.
In 125 Börje Jansson lottò con Kent Andersson e Chas Mortimer per tutta la gara: i tre terminarono la gara nell'ordine e Andersson (che correva con un piede fratturato) ottenne il titolo iridato della ottavo di litro.
In 50 agevole vittoria per Jan de Vries.
In occasione del GP si svolse anche una gara non iridata di sidecar (vinta dall'equipaggio Göte Brodin/Per-Erik Wickström) e la terza manche del Prix FIM Formula 750 (vinta da Jack Findlay su Suzuki).

## Classe 500

### Arrivati al traguardo
| Pos. | Pilota               | Moto      | Tempo       | Punti |
| ---- | -------------------- | --------- | ----------- | ----- |
| 1    | Phil Read            | MV Agusta | 47' 00" 019 | 15    |
| 2    | Giacomo Agostini     | MV Agusta | +0" 501     | 12    |
| 3    | Kim Newcombe         | König     | +58" 066    | 10    |
| 4    | Børge Nielsen        | Yamaha    | +1' 11" 424 | 8     |
| 5    | Werner Giger         | Yamaha    |             | 6     |
| 6    | Christian Bourgeois  | Yamaha    |             | 5     |
| 7    | Billie Nelson        | Yamaha    |             | 4     |
| 8    | Sven-Olof Gunnarsson | Kawasaki  |             | 3     |
| 9    | Seppo Kangasniemi    | Yamaha    | +1 giro     | 2     |
| 10   | Bosse Brolin         | Suzuki    | +1 giro     | 1     |
| 11   | Sture Wass           | Kawasaki  | +2 giri     |       |
| 12   | Ingemar Bengtsson    | Norton    | +2 giri     |       |
| 13   | Agne Carlsson        | Husqvarna | +2 giri     |       |
| 14   | Lars Pahlsson        | Suzuki    | +2 giri     |       |
| 15   | Tapani Peltonen      | Yamaha    | +2 giri     |       |

### Ritirati
| Pilota             | Moto      | Motivo ritiro |
| ------------------ | --------- | ------------- |
| Kjell Watz         | Seeley    |               |
| Steve Ellis        | Yamaha    |               |
| Chas Mortimer      | Yamaha    |               |
| Franz Kroon        | Yamaha    |               |
| János Drapál       | Yamaha    |               |
| Eric Offenstadt    | Kawasaki  |               |
| Bosse Granath      | Husqvarna |               |
| Roberto Gallina    | Paton     |               |
| Alex George        | Yamaha    |               |
| Guido Mandracci    | Suzuki    |               |
| Bruno Kneubühler   | Yamaha    |               |
| Mick Grant         | Monark    |               |
| Jack Findlay       | Suzuki    |               |
| Kjell Solberg      | Yamaha    |               |
| Kurt-Ivan Carlsson | Yamaha    |               |

## Classe 350

### Arrivati al traguardo
| Pos. | Pilota               | Moto            | Tempo    | Griglia | Punti |
| ---- | -------------------- | --------------- | -------- | ------- | ----- |
| 1    | Teuvo Länsivuori     | Yamaha          | 46.33.89 |         | 15    |
| 2    | Giacomo Agostini     | MV Agusta       | 46.43.86 |         | 12    |
| 3    | Phil Read            | MV Agusta       | 47.01.79 |         | 10    |
| 4    | John Dodds           | Yamaha          | 47.12.17 |         | 8     |
| 5    | Eduardo Celso-Santos | Yamaha          | 47.22.64 |         | 6     |
| 6    | Mick Grant           | Yamaha          | 47.39.07 |         | 5     |
| 7    | Billie Nelson        | Yamaha          | 47.44.99 |         | 4     |
| 8    | Patrick Pons         | Yamaha          | 47.45.28 |         | 3     |
| 9    | Ingemar Larsson      | Yamaha          | 48.00.66 |         | 2     |
| 10   | Olivier Chevallier   | Yamaha          | 48.01.45 |         | 1     |
| 11   | Karl Auer            | Yamaha          |          |         |       |
| 12   | Roland Nilsson       | Yamaha          | 1 giro   |         |       |
| 13   | Kent Andersson       | Yamaha          | 1 giro   |         |       |
| 14   | Bosse Granath        | Yamaha          | 1 giro   |         |       |
| 15   | Michel Rougerie      | Harley-Davidson | 1 giro   |         |       |
| 16   | Rémy Hirschy         | Yamaha          | 1 giro   |         |       |
| 17   | János Reisz          | Yamaha          | 2 giri   |         |       |

### Ritirati
| Pilota       | Moto   | Motivo | Griglia |
| ------------ | ------ | ------ | ------- |
| Dieter Braun | Yamaha |        |         |

## Classe 250

### Arrivati al traguardo
| Pos. | Pilota               | Moto   | Tempo    | Griglia | Punti |
| ---- | -------------------- | ------ | -------- | ------- | ----- |
| 1    | Dieter Braun         | Yamaha | 48.13.49 |         | 15    |
| 2    | Roberto Gallina      | Yamaha | 48.38.39 |         | 12    |
| 3    | Eduardo Celso-Santos | Yamaha | 48.56.94 |         | 10    |
| 4    | Bruno Kneubühler     | Yamaha | 49.00.59 |         | 8     |
| 5    | Leif Gustafsson      | Yamaha | 49.02.65 |         | 6     |
| 6    | Hans Hallberg        | Yamaha | 49.12.20 |         | 5     |
| 7    | Patrick Pons         | Yamaha | 49.16.14 |         | 4     |
| 8    | Börje Jansson        | Yamaha | 49.31.24 |         | 3     |
| 9    | Roland Nilsson       | Yamaha | 49.31.77 |         | 2     |
| 10   | Chas Mortimer        | Yamaha | 49.47.11 |         | 1     |
| 11   | Werner Pfirter       | Yamaha |          |         |       |
| 12   | Víctor Palomo        | Yamaha |          |         |       |
| 13   | Agne Carlsson        | Yamaha | 1 giro   |         |       |
| 14   | Sandh                | Yamaha | 1 giro   |         |       |
| 15   | Rolf Minhoff         | Yamaha | 1 giro   |         |       |
| 16   | Ingemar Larsson      | Yamaha | 2 giri   |         |       |

### Ritirati
| Pilota              | Moto            | Motivo | Griglia |
| ------------------- | --------------- | ------ | ------- |
| Michel Rougerie     | Harley-Davidson |        |         |
| Olivier Chevallier  | Yamaha          |        |         |
| Teuvo Länsivuori    | Yamaha          |        |         |
| John Dodds          | Yamaha          |        |         |
| Christian Bourgeois | Yamaha          |        |         |
| Matti Salonen       | Yamaha          |        |         |

## Classe 125

### Arrivati al traguardo
| Pos. | Pilota             | Moto        | Tempo    | Griglia | Punti |
| ---- | ------------------ | ----------- | -------- | ------- | ----- |
| 1    | Börje Jansson      | Maico       | 46.18.24 |         | 15    |
| 2    | Kent Andersson     | Yamaha      | 46.20.18 |         | 12    |
| 3    | Chas Mortimer      | Yamaha      | 46.20.31 |         | 10    |
| 4    | Otello Buscherini  | Malanca     | 46.45.37 |         | 8     |
| 5    | Staffan Liebst     | Yamaha      | 47.08.61 |         | 6     |
| 6    | Rolf Minhoff       | Maico       | 47.16.00 |         | 5     |
| 7    | Horst Seel         | Maico       | 47.18.14 |         | 4     |
| 8    | Eugenio Lazzarini  | Piovaticci  | 47.59.62 |         | 3     |
| 9    | Jos Schurgers      | Bridgestone | 48.01.70 |         | 2     |
| 10   | Lennart Lundgren   | Maico       | 48.04.94 |         | 1     |
| 11   | Pentti Salonen     | Yamaha      |          |         |       |
| 12   | Henk van Kessel    | Yamaha      | 1 giro   |         |       |
| 13   | Thierry Tchernine  | Yamaha      | 1 giro   |         |       |
| 14   | Gert Bender        | Maico       | 1 giro   |         |       |
| 15   | Hans-Jürgen Hummel | Yamaha      | 1 giro   |         |       |
| 16   | Andersson          | Yamaha      | 1 giro   |         |       |
| 17   | János Reisz        | MZ          | 2 giri   |         |       |
| 18   | Claus Tarum        | Yamaha      | 2 giri   |         |       |
| 19   | Ingemar Bengtsson  | Yamaha      | 2 giri   |         |       |
| 20   | Goran Alden        | Maico       | 3 giri   |         |       |

### Ritirati
| Pilota      | Moto       | Motivo | Griglia |
| ----------- | ---------- | ------ | ------- |
| Ángel Nieto | Morbidelli |        |         |

## Classe 50

### Arrivati al traguardo
| Pos. | Pilota             | Moto     | Tempo    | Griglia | Punti |
| ---- | ------------------ | -------- | -------- | ------- | ----- |
| 1    | Jan de Vries       | Kreidler | 31.03.14 |         | 15    |
| 2    | Bruno Kneubühler   | Kreidler | 31.14.41 |         | 12    |
| 3    | Theo Timmer        | Jamathi  | 31.17.29 |         | 10    |
| 4    | Gerhard Thurow     | Kreidler | 31.23.16 |         | 8     |
| 5    | Rudolf Kunz        | Kreidler | 31.46.07 |         | 6     |
| 6    | Henk van Kessel    | Kreidler | 31.49.43 |         | 5     |
| 7    | Ulrich Graf        | Kreidler | 31.49.67 |         | 4     |
| 8    | Jan Huberts        | Kreidler | 32.29.54 |         | 3     |
| 9    | Leif Rosell        | Jamathi  | 32.59.23 |         | 2     |
| 10   | Herbert Rittberger | Kreidler | 33.06.36 |         | 1     |
| 11   | Wolfgang Gedlich   | Kreidler |          |         |       |
| 12   | Ingemar Bengtsson  | Monark   | 1 giro   |         |       |
| 13   | B. Lindequist      | Kreidler | 1 giro   |         |       |
| 14   | Leif Gustafsson    | Monark   | 1 giro   |         |       |
| 15   | Tore Digernes      | Kreidler | 1 giro   |         |       |
| 16   | Robert Laver       | Kreidler | 2 giri   |         |       |
| 17   | Ove Skifjeld       | Kreidler | 2 giri   |         |       |

### Ritirati
| Pilota     | Moto   | Motivo | Griglia |
| ---------- | ------ | ------ | ------- |
| Jan Bruins | Monark |        |         |

## Fonti e bibliografia
- El Mundo Deportivo, 22 luglio 1973, pag. 25 e 23 luglio 1973, pag. 25
- La Stampa, 22 luglio 1973, pag. 16 e 23 luglio 1973, pag. 12
- Risultati della 500 su autosport.com, su autosport.com.
- "Motor" n° 31 del 3 agosto 1973, pagg. 1412-1413, su motorracehistorie.nl. URL consultato il 27 novembre 2012 (archiviato dall'url originale il 4 marzo 2016).